# Park Narodowy Thethit
Park Narodowy Thethit (alb. Parku Kombëtar i Thethit) obejmuje obszar 2630 hektarów, w okręgu Malësi e Madhe, obwód Szkodra, w Albanii. Założony został w 1996 r.
Park Narodowy Thethit położony jest w Górach Północnoalbańskich obejmuje dolinę rzeki Theth, w której znajduje się wioska Theth. Otoczony jest  m.in. szczytami Maja e Jezercës (2694 m n.p.m.), Maja Radohimës (2570 m), Maja e Popljuces (2569 m), Maja Harapit (2217 m).